# Isoprene
L'isoprene (nome IUPAC: 2-metil-1,3-butadiene) è un liquido incolore volatile con numero CAS 78-79-5.
È un idrocarburo alifatico del gruppo dei dieni, in particolare visto il suo doppio legame carbonio separato da un legame singolo, l'isoprene è un diene coniugato, dall'odore pungente.
La sua importanza risiede nell'utilizzo industriale e nella sua biosintesi endogena, in organismi vegetali ed animali, quale precursore di importanti composti biochimici quali i terpeni (ad es. il carotene è un tetraterpene), il coenzima Q, il fitolo, il retinolo, il tocoferolo, il lanosterolo e altri.
È il precursore della gomma naturale.

## Produzione industriale di isoprene
I processi di produzione dell'isoprene sfruttano essenzialmente le frazioni C5 derivate dal petrolio e, più convenientemente, specifiche reazioni di sintesi.

### Isoprene da pentani e penteni
L'isoprene può essere ottenuto per deidrogenazione del 2-metilbutano e dei 2-metilbuteni ottenuti dal frazionamento dei pentani di topping e dei penteni di cracking. Si può utilizzare anche n-pentano previa isomerizzazione a 2-metilbutano.

### Processo ENICHEM (attuale Versalis)
Sciogliendo acetone ed acetilene in ammoniaca liquida, alla pressione di 25 atm, catalizzatore idrossido di potassio, avviene una condensazione con produzione di 2-metil-3-butin-2-olo (MBI). MBI viene quindi parzialmente idrogenato a MBE che viene, in ultima battuta, disidratato cataliticamente su allumina.

### Processo IFP (Institut Français du Pétrole)
Si sfrutta la condensazione tra due molecole di formaldeide e una di isobutene, per catalisi acida, con formazione di 4,4-dimetil-1,3-diossano. Per pirolisi catalitica, infine, il diossano elimina acqua e formaldeide (che viene riciclata) producendo isoprene.

### Processo Goodyear Tire and Scientific Design Co.
Sfrutta tre stadi: 
- dimerizzazione del propene, catalizzata da un trialchilalluminio, a 2-metil-1-pentene;
- isomerizzazione del 2-metil-1-pentene a 2-metil-2-pentene;
- pirolisi del 2-metil-2-pentene, con acido bromidrico catalizzatore, a isoprene.

## Utilizzo per sintesi di polimeri
Circa il 95% dell'isoprene prodotto è destinato alla produzione di cis-1,4-poliisoprene, analogo sintetico del caucciù ottenuto con l'ausilio di catalizzatori stereospecifici quali il complesso trialchilalluminio-TiCl4. Il restante 5% è utilizzato per produrre la gomma copolimerica isobutene-isoprene e altre materie plastiche.